# Sincrotron

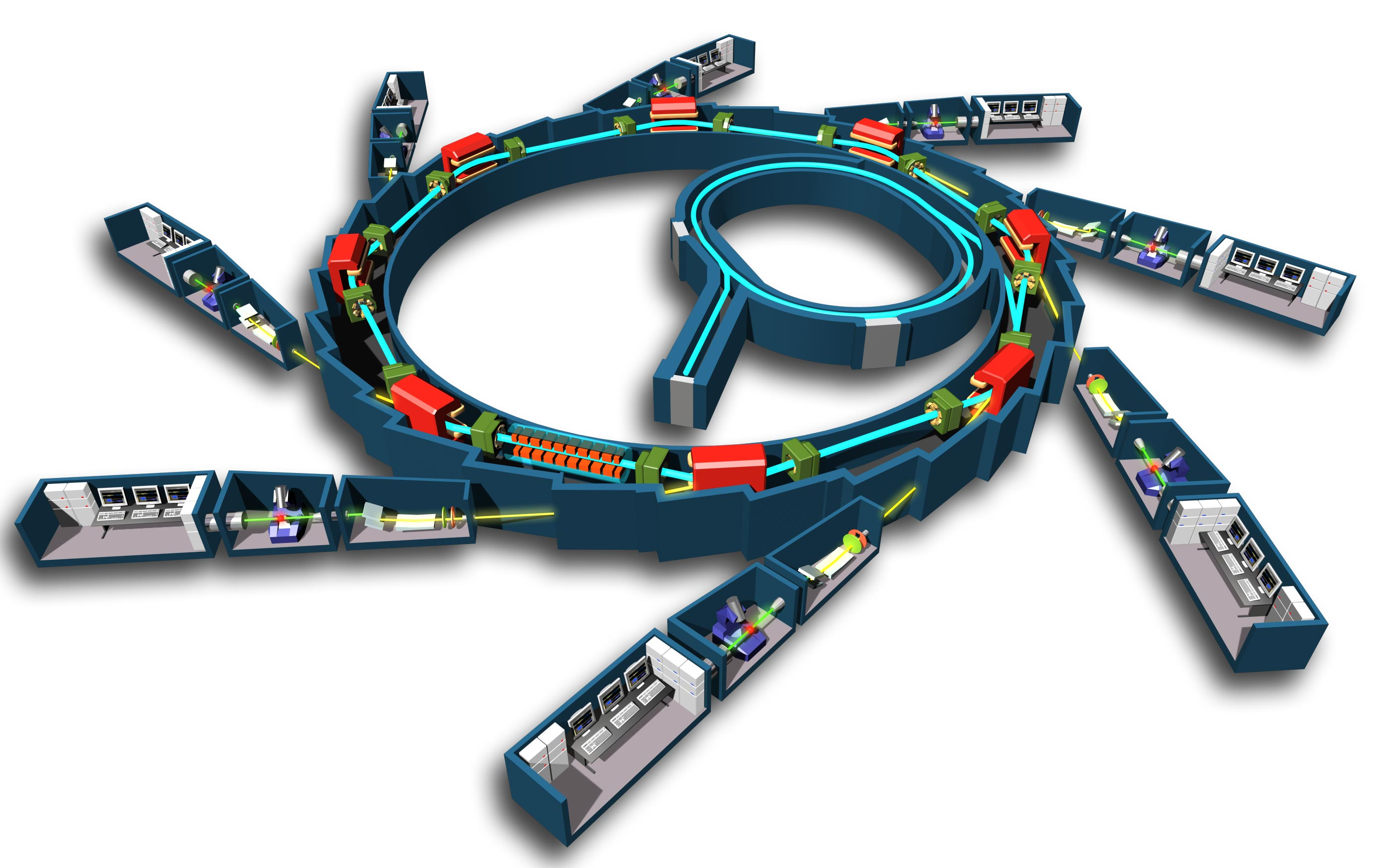
O imagine schematică a unui sincrotron. În instalaţia liniară şi circulară din interior, electronii sunt acceleraţi la viteze relativiste. Inelul de acumulare are 8 linii şi stații experimentale.

Sincrotronul este un tip de accelerator de particule circular.
Particulele pot fi elementare (de exemplu electroni) sau nu (de exemplu nuclee de plumb).

## Istoric
Ciclotroanele sunt limitate de un efect relativistic care duce la creșterea masei particulei accelerate. Betatroanele au demonstrat posibilitatea accelerarii particulelor la o rază a traiectoriei constantă și posibilitatea focalizării fascicului de particule într-o orbită stabilă.
Sincrotronul combină metoda de accelerare a unui accelerator liniar cu orbita circulară a unui betatron.
Primul sincrotron operațional a fost fabricat în 1947 de General Electric.
În prezent, sincrotronul este cel mai utilizat model de accelerator circular.

## Principiul de functionare

### Deviere si colimare
Câmpul magnetic al magneților "dipolari" amplasați în lungul orbitei deviază electronii între secțiuni liniare succesive. Aceste secțiuni formează o structură închisă cu o formă aproximativ circulară. Focalizarea fascicului de electroni este realizată separat, de magneți "cuadrupolari" și "hexapolari".

### Accelerare
Pentru creșterea energiei particulelor este utilizat un câmp electric variabil (câmpul electric static nu poate forma linii de câmp circulare).
Într-un betatron, devierea particulelor în orbita circulară (de către câmpul magnetic la traiectorie) și accelerarea prin inducție (de fluxul magnetic variabil prin area dată de traiectorie) sunt realizate de același set de bobine. Într-un sincrotron aceste două funcții sunt separate. Astfel, două frecvențe sunt prezente: frecvența de ciclotron {\displaystyle f_{c}=qB/(2\pi m)} dată de magneții amplasați în lungul orbitei și frecvența de accelerație {\displaystyle f_{RF}} dată de "cavitățile RF". Aceste frecvențe sunt egale în amplitudine dar au faze diferite.
Particulele sunt accelerate treptat utilizând o idee inspirată de această diferență de fază, numită stabilitatea de fază, prin scăderea frecvenței RF {\displaystyle f_{RF}} sau creșterea câmpului magnetic {\displaystyle B}.
Diferite variante de aplicare a stabilității de fază au fost inițial utilizate în "sincro-ciclotroane" ({\displaystyle B} fix, {\displaystyle f_{RF}} variabilă), în "sincrotroanele de protoni" (Berkeley Bevatron, Brookhaven Cosmotron) ({\displaystyle B} și {\displaystyle f_{RF}} variabile) și în final, în sincrotroanele propriu-zise pentru electroni ({\displaystyle B} variabil, {\displaystyle f_{RF}} fixă).

### Inelul de acumulare
Primele sincrotroane au fost utilizate pentru accelerarea de particule pentru cercetarari de fizică a particulelor elementare. În 1961, o inovație deosebită a fost demonstrarea în instalația "Tantalus", administrată de un consorțiu de universitati americane, a ideii inelului de acumulare (engl. storage ring). Într-un inel de acumulare particulele sunt mentinute la o energie constantă. Acesta, cu un vid de mai bună calitate, a permis păstrarea unui flux de particule pentru un interval mai îndelungat și creșterea intervalului de timp dintre accelerații. Într-un sincrotron contemporan accelerarea particulelor dureaza câteva minute, în restul timpului acestea deplasându-se cu o energie constantă. Din punct de vedere practic, aceasta a simplificat mult utilizarea instalației în experimente cu razele X generate.
|                              | National Synchrotron Light Source I | Advanced Light Source | Advanced Photon Source |
| ---------------------------- | ----------------------------------- | --------------------- | ---------------------- |
| Energia (GeV)                | 2.8                                 | 1.9                   | 7                      |
| Circumferința (m)            | 170.08                              | 196.8                 | 1104                   |
| Număr de linii experimentale | 29                                  | 43                    | 67                     |
| În folosire din              | 1984                                | 1993                  | 1995                   |

## Utilizare

### Radiația de sincrotron
Sincrotroanele sunt construite deoarece luminozitatea radiațiilor X generate de deplasarea electronilor în orbita circulară, numită radiatie de sincrotron, este între 5 și 10 ordine de mărime mai mare decât în cazul surselor de laborator. În plus, radiația emisă, descrisă de o teorie de Julian Schwinger, are un spectru continuu.
Radiația emisă din interiorul magneților dipolari are luminozitatea cu aproximativ 5 ordine de mărime mai ridicată în comparație cu o sursă de laborator. Pentru creșterea luminozității radiației X cu alte 5 ordine de mărime, structuri adiționale, numite "undulator" sau "wiggler", sunt instalate care, deoarece conțin un câmp magnetic, imprimă o oscilație adițională electronilor (câmpul magnetic al unui wiggler duce la o oscilație a electronilor mai pronunțată decât cel al unui undulator).

### Linii și stații experimetale
Radiația X generată în magneți dipolari, undulatori sau wiggleri nu poate fi deviată de către câmpuri magnetice sau electrice și se propagă în linie dreaptă în interiorul unei structuri atașate la inelul de acumulare, denumită linie experimentală.
La capatul liniei experimentale se află stația experimentală unde au loc experimentele propriu-zise (de biologie, chimie, fizică, geologie, etc.). Experimentele se desfășoară întotdeauna prin colaborare cu personalul tehnic și știintific al stației experimentale respective.